# Nickelodeon Kids’ Choice Awards 2011
24. gala Nickelodeon Kids’ Choice Awards odbyła się 2 kwietnia 2011 roku o godz. 20:00. Prowadzącym galę był Jack Black. Gala po raz trzeci była transmitowana na polskim Nicku. Transmisja odbyła się we wtorek 5 kwietnia. Nick pokazał relację w wersji lektorskiej. 10 kwietnia 2011 roku transmisja z gali KCA została pokazana w Comedy Central Family oraz 15 kwietnia na MTV Polska.

## Prowadzący
- Jack Black

## Nominacje

### Telewizja

#### Najlepszy serial
- Big Time Rush
- iCarly (wygrana)
- Suite Life: Nie ma to jak statek
- Czarodzieje z Waverly Place

#### Najlepszy program
- American Idol (wygrana)
- America’s Funniest Home Videos
- America’s Got Talent
- Wipeout

#### Najlepsza kreskówka
- Pingwiny z Madagaskaru
- Fineasz i Ferb
- Scooby Doo i Brygada Detektywów
- SpongeBob Kanciastoporty (wygrana)

#### Najlepszy aktor telewizyjny
- Joe Jonas (Jonas w Los Angeles)
- Nick Jonas (Jonas w Los Angeles)
- Cole Sprouse (Suite Life: Nie ma to jak statek)
- Dylan Sprouse (Suite Life: Nie ma to jak statek) (wygrana)

#### Najlepsza aktorka telewizyjna
- Miranda Cosgrove (iCarly)
- Miley Cyrus (Hannah Montana)
- Selena Gomez (Czarodzieje z Waverly Place) (wygrana)
- Victoria Justice (Victoria znaczy zwycięstwo)

#### Najlepszy pomocnik
- David Henrie (Czarodzieje z Waverly Place)
- Jennette McCurdy (iCarly) (wygrana)
- Noah Munck (iCarly)
- Brenda Song (Suite Life: Nie ma to jak statek)

### Film

#### Najlepszy film
- Alicja w Krainie Czarów
- Dziennik cwaniaczka
- Harry Potter i Insygnia Śmierci: Część I
- Karate Kid (wygrana)

#### Najlepszy aktor
- Jack Black (Podróże Guliwera)
- Johnny Depp (Alicja w Krainie Czarów) (wygrana)
- Dwayne Johnson (Dobra wróżka)
- Jaden Smith (Karate Kid)

#### Najlepsza aktorka
- Miley Cyrus (Ostatnia piosenka) (wygrana)
- Ashley Judd (Dobra wróżka)
- Kristen Stewart (Saga „Zmierzch”: Zaćmienie)
- Emma Watson (Harry Potter i Insygnia Śmierci: Część I)

#### Najlepszy film animowany
- Jak ukraść księżyc (wygrana)
- Jak wytresować smoka
- Shrek Forever
- Toy Story 3

#### Najlepszy dubbing filmu animowanego
- Tim Allen (Toy Story 3)
- Cameron Diaz (Shrek Forever)
- Tom Hanks (Toy Story 3)
- Eddie Murphy (Shrek Forever) (wygrana)

### Muzyka

#### Najlepsza grupa muzyczna
- Big Time Rush
- The Black Eyed Peas (wygrana)
- Jonas Brothers
- Lady Antebellum

#### Najlepsza piosenkarka
- Miley Cyrus
- Selena Gomez
- Katy Perry (wygrana)
- Taylor Swift

#### Najlepszy piosenkarz
- Justin Bieber (wygrana)
- Jay-Z
- Bruno Mars
- Usher

#### Najlepsza piosenka
- Baby (Justin Bieber) (wygrana)
- California Gurls (Katy Perry)
- Hey, Soul Sister (Train)
- Mine (Taylor Swift)

### Sport

#### Najlepszy sportowiec
- Peyton Manning
- Shaquille O’Neal (wygrana)
- Michael Phelps
- Shaun White

#### Najlepsza sportsmenka
- Danica Patrick
- Lindsey Vonn (wygrana)
- Serena Williams
- Venus Williams

### Pozostałe kategorie

#### Najlepsza książka
- Dziennik cwaniaczka (wygrana)
- Dork Diaries
- Vampire Academy
- Witch and Wizard

### Najlepsza gra wideo
- Just Dance 2 (wygrana)
- Mario vs. Donkey Kong: Mini-Land Mayhem
- Need for Speed: Hot Pursuit
- Super Mario Galaxy 2